# Peumerit-Quintin
 Peumerit-Quintin  (en bretón Purid-Kintin) es una población y comuna francesa situada en la región de Bretaña, departamento de Costas de Armor, en el distrito de Guingamp y cantón de Saint-Nicolas-du-Pélem.

## Demografía
| 323 | 295 | 249 | 206 | 162 | 148 |
| Para los censos de 1962 a 1999 la población legal corresponde a la población sin duplicidades (Fuente: INSEE [Consultar]) |     |     |     |     |     |